# Cmentarz wojenny nr 351 – Zabełcze
Cmentarz wojenny nr 351 – Zabełcze – austriacki cmentarz wojenny z okresu I wojny światowej wybudowany przez Oddział Grobów Wojennych C. i K. Komendantury Wojskowej w Krakowie na terenie jego okręgu X Limanowa.
Zaprojektowany przez austriackiego architekta Gustava Ludviga jako cmentarz samodzielny znajduje się w Nowym Sączu na Zabełczu. Pochowano na nim 18 żołnierzy austro-węgierskich i 3 rosyjskich w 21 grobach pojedynczych. Na cmentarzu jest również kilka grobów żołnierzy Wehrmachtu z 1945.